# يوشيمي كاتاياما
يوشيمي كاتاياما (باليابانية: 片山義美) (الولادة 1940 - الوفاة 2016) كان متسابق دراجات نارية ياباني. نافس في سباقات بطولة العالم لفئة 250 سي سي ولفئة 125 سي سي ولفئة 50 سي سي. كما شارك في لو مان 24 ساعة وبطولة العالم للسيارات الرياضية. بدأ المنافسة في الجائزة الكبرى في سنة 1964 مع سوزوكي. أفضل مواسمه كان موسم سنة 1967 عندما فاز بسباقين في الجائزة الكبرى وجاء ثانيا خلف زميله في نفس الفريق هانز جورج أنشيدت.

## روابط خارجية
- يوشيمي كاتاياما على موقع DriverDB.com (الإنجليزية)